# Mercedes D'Alessandro
María de las Mercedes D'Alessandro (Posadas, Misiones, 26 de enero de 1978) es una economista y escritora argentina. Fue Directora Nacional de Economía, igualdad y género en el Ministerio de Economía de la República Argentina. D'Alessandro fundó el medio digital y ONG Economía Femini(s)ta, que tiene como objetivo producir y difundir información económica con perspectiva de género. Ha escrito el libro Economía Feminista: cómo construir una sociedad igualitaria (sin perder el glamour). 

## Carrera

### Estudios
D'Alessandro estudió economía en la Universidad de Buenos Aires, donde se graduó en 2001. En 2013 obtuvo el título de Doctora en Economía por la misma universidad, especializándose en el estudio de la epistemología económica desde una perspectiva crítica. Fue directora de la carrera de economía en la Universidad de General Sarmiento y ha sido docente e investigadora en la Universidad Nacional de General San Martín, la Universidad de Buenos Aires y la Universidad Nacional de Quilmes.

### Economía Femini(s)ta

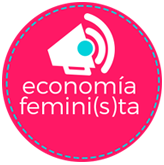
Isologo de Economía Feminista

Desde 2015 hasta 2019 coordinó el espacio de divulgación económica Economía Feminista, produciendo información, datos y análisis estadístico, mayormente sobre género y mercado laboral en Argentina. Desarrolló campañas nacionales e internacionales para posicionar los debates feministas incorporando las nuevas tecnologías, tales como el “Mundial de la Igualdad”, el FeminIndex o el Poroteo del Aborto legal, que luego se transformó en Activá el Congreso. En ese marco, durante 2016, escribió el libro "Economía feminista: cómo construir una sociedad igualitaria (sin perder el glamour)".  
La ONG Economía Feminista fue reconocida en 2016 con el Premio Lola Mora otorgado por el Gobierno de la Ciudad de Buenos Aires en la categoría medios digitales.

### Funcionaria pública
Fue Directora en la Dirección Nacional de Economía, Igualdad y Género, puesto para el que fue designada por Martín Guzmán. Se trata de la primera vez que el Ministerio de Economía contaba con un área que hace foco en la igualdad de género desde una concepción económica.
En marzo de 2022 renunció al cargo.Entre los logros de su gestión citó: "colaborar con el diseño y puesta en marcha del IFE, del primer presupuesto con perspectiva de género, la Justicia Menstrual, la medición del aporte de los cuidados al PBI, entre tantas cosas que pusimos en agenda”.

## Libros
- Más allá de la Economía Política… Más acá de la Filosofía. El conocer como crítica transformadora (2011). Compiladora.[6]
- Economía feminista: cómo construir una sociedad igualitaria (sin perder el glamour) (2016) por Editorial Sudamericana.[7]
- ¿El futuro es feminista? (2017) publicado por Le Monde Diplomatique, edición Cono Sur, junto con Florencia Angilletta y Marina Mariasch.[8]
- Activismos Feministas Jóvenes. Emergencias, Actrices y Luchas en América Latina (2019) por Clacso. Participó escribiendo un capítulo con Danila Suárez Tomé, "Economía Femini(s)ta: activismo científico con perspectiva de género".[9]

## Reconocimientos
Su trabajo en la difusión de la economía con un enfoque feminista ha sido premiado por L'Oréal Argentina,la DAIA,la Fundación Avinay la Fundación Ashoka.En el 2021 fue elegida por la publicación norteamericana Time, como una de las cien personas más influyentes del mundo.
El libro Economía feminista, editado por Editorial Sudamericana, ha sido destacado de interés cultural en Posadas, Rosario y la Ciudad Autónoma de Buenos Aires (CABA).